# Luật Biên giới Đất liền Cộng hòa Nhân dân Trung Hoa
Luật Biên giới Đất liền Cộng hòa Nhân dân Trung Hoa (tiếng Trung: 中华人民共和国陆地国界法) là bộ luật được Chính phủ Trung Quốc ban hành nhằm mục đích tăng cường biên giới của nước này trong bối cảnh nhạy cảm về tranh chấp biên giới với các nước láng giềng. Luật được thông qua vào ngày 23 tháng 10 năm 2021 và chính thức có hiệu lực kể từ ngày 1 tháng 1 năm 2022. Luật này bao gồm cơ sở hạ tầng biên giới, phát triển, việc làm dân sự và quan hệ quân sự-dân sự.